# Luis Alonso Schökel

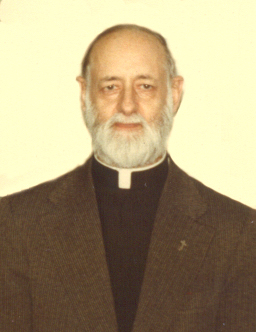
Luis Alonso Schökel S.J.

Luis Alonso Schökel (Madrid, 1920 – Salamanca, 10 luglio 1998) è stato un gesuita spagnolo, conosciuto biblista e studioso delle Sacre Scritture, professore della Facoltà Biblica del Pontificio Istituto Biblico.

## Biografia
Iniziò il suo insegnamento al Biblico nel 1957, tenendovi, per quasi quarant'anni, corsi di Introduzione speciale all'Antico Testamento, di Ermeneutica biblica, di Esegesi e Teologia dell'Antico Testamento.
L'ampio spettro dei suoi interessi culturali si rifletteva nella diversità delle discipline insegnate e nell'apertura di orizzonti metodologici e tematici suggeriti per le dissertazioni dottorali. Impartì molteplici conferenze e lezioni in tutto il mondo, ed ebbe una vastissima produzione letteraria, tradotta in molte lingue.
Il contributo specifico di Alonso Schökel nel panorama esegetico fu quello di valorizzare la Scrittura come opera letteraria; egli si prefisse di metterne in luce la dimensione poetica quale porta aurea per coglierne il messaggio.
La sua tesi di dottorato, pubblicata nel 1963 con il titolo Estudios de poética hebrea, viene considerata programmatica per la sua vita di ricercatore; nella maturità questo lavoro verrà ripreso nel Manuale di poetica ebraica (edizione spagnola 1987, edizione italiana 1989 per i tipi di Queriniana), considerato in ambito cattolico un riferimento d'obbligo per lo studio letterario dell'Antico Testamento.
L'amore per la bellezza della parola ha motivato e sostenuto le ricerche linguistiche del padre Alonso nel campo della traduzione della Bibbia:
- In collaborazione con un gruppo di esegeti e letterati spagnoli curò dapprima la collana Los Libros Sagrados, che consisteva in una versione annotata dei vari libri biblici nella quale era particolarmente apprezzabile la qualità stilistica.
- Assieme a J. Mateos pubblicò poi la Nueva Biblia Española (1975), con un approccio innovativo di cui diede giustificazione teorica nel volume La traducción bíblica: lingüistica y estilistica (1977).
- Il Diccionario Biblico Hebreo-Español, completato nel 1994 e tradotto in italiano nel 2015, rappresenta pure una novità, e non solo per l'area di lingua spagnola: l'aspetto innovativo sta nel fatto che, invece di privilegiare gli aspetti filologici, accorda attenzione speciale alle particolarità stilistiche e semantiche del lessico biblico.

Da ricordare anche il suo costante interesse per l'ermeneutica: oltre al saggio, ormai classico, La palabra inspirada (1966), egli raccolse in tre volumi (dal titolo Hermenéutica de la palabra) i suoi contributi più significativi in materia.
Nei suoi commentari ai Profeti (1980), a Giobbe (1983), ai Proverbi (1984) e ai Salmi (1991-1993), l'apporto più importante fu quello di evidenziare, anche in costante confronto con altre letterature, i pregi letterari della pagina biblica; sottolineando la forza del suo linguaggio simbolico, egli apriva a prospettive teologiche considerate di grande suggestione.
Si impegnò costantemente a comunicare i risultati dei suoi studi ad un pubblico più ampio di quello delle aule universitarie, con opere di divulgazione e di spiritualità biblica. La sua bibliografia comprende 91 libri, 296 articoli e collaborazioni, e 110 recensioni.
Ebbe tra i suoi allievi il biblista Angelo Tosato e la biblista Bruna Costacurta.